# Kunstkamera
La Kunstkámera (o Kunstkammer; en ruso: Кунсткамера) fue el primer museo de Rusia. Establecida por Pedro el Grande y completada en 1727, la Kunstkammer aloja en su edificio el Museo Pedro el Grande de Antropología y Etnografía de la Academia de Ciencias Rusa (del ruso: Музей антропологии и этнографии имени Петра Великого Российской академии наук), con una colección de casi 2 000 000 de piezas. Está localizada en el Muelle Universitétskaya en San Petersburgo, frente al Palacio de Invierno.

## Historia
La Kunstkámera fue creada por Pedro el Grande en la ribera del Nevá. El edificio coronado por una torre de la Kunstkámera en estilo Barroco Petrino, fue diseñado por Georg Johann Mattarnovy. La primera piedra fue colocada en 1719 y fue completado en 1727. 
En sus orígenes, el museo era un gabinete de curiosidades dedicado a preservar "curiosidades naturales y humanas y rarezas", un tipo muy típico de colección de aquella época. La colección personal del zar, originalmente almacenada en el Palacio de Verano, recoge un amplio surtido de fetos humanos y animales con anomalías anatómicas, a imagen y semejanza de lo que Pedro el Grande había visto en 1697 cuando visitó a Frederik Ruysch y a Levinus Vincent. La idea subyacente de su kunstkámera era reunir todo el conocimiento del mundo. La palabra holandesa "kunst-kamer" parece ser que fue introducida por el cirujano holandés Stephanus Blankaart en 1680.
La Kunstkámera de Pedro el Grande es a menudo vista como una colección fortuita de rarezas incoherentes, pero parece ser que sus especímenes fueron recogidos sistemáticamente según un plan bien definido. El interés principal de Pedro estaba en la "naturalia" (lo natural), más que en la "artificialia" (lo artificial). Pedro impulsó la búsqueda de deformidades, con el objeto de echar por tierra el miedo supersticioso a los "monstruos". Emitió un ukaz ordenando que los niños nacidos muertos con deformaciones fuesen enviados desde todo el país a la colección imperial. Posteriormente los exponía en la Kunstkámera como ejemplos de accidentes de la naturaleza.
En 1716 Pedro instituyó el gabinete de mineralogía de la Kunstkámera, depositando allí una colección de 1195 minerales qué  había comprado a Gotvald, un doctor de Danzig. La colección fue enriquecida con minerales rusos. Fue el predecesor del "Fersman Mineralogical Museum", ahora establecido en Moscú.
Muchos de sus objetos fueron comprados en Ámsterdam al farmacologista Albertus Seba (1716) y al anatomista Frederik Ruysch (1717) y formaron la base sobre la que se organizó la Academia de Ciencias. La Kunstkámera estaba especialmente construida para albergar estas dos extensas colecciones. Una tercera adquisición provino de Jacob de Wilde, un coleccionista de gemas e instrumentos científicos. Robert Erskine, médico de cabecera del zar y su secretario Johann Daniel Schumacher fueron responsables de la adquisición.

## Museo de Antropología y Etnografía

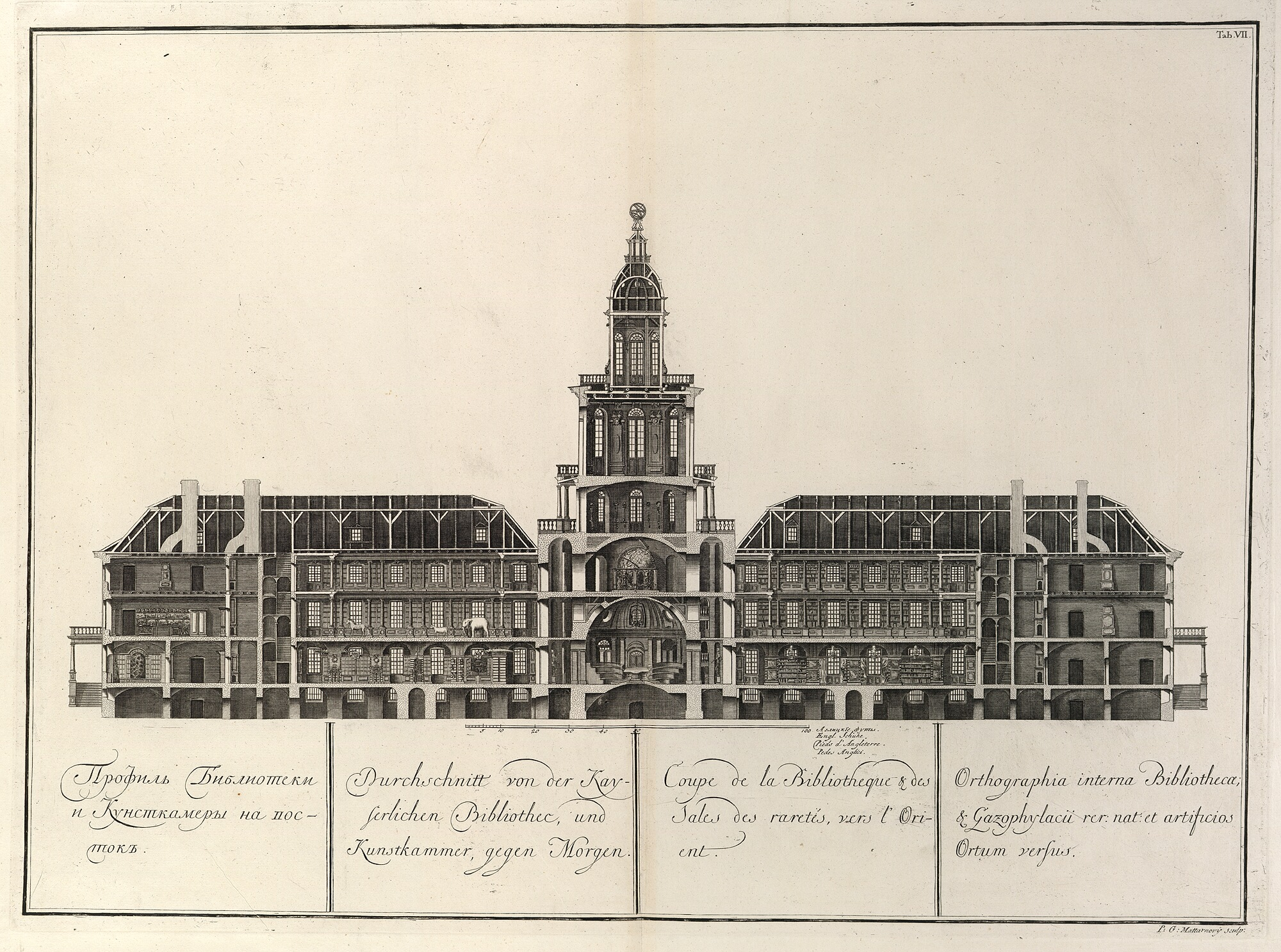
Sección del edificio de la Kunstkámera

En la década de 1830, las colecciones de la Kunstkámera fueron dispersadas nuevamente por los museos imperiales establecidos por entonces. El más importante era el Museo Pedro el Grande de Antropología y Etnografía, establecido en 1879. Posee una colección que se acerca a los 2 000 000 de objetos y se le llamó a partir de 1903 "Museo Pedro el Grande" para distinguir el viejo museo del nuevo Museo Ruso de Etnografía.
Originalmente había museos separados para antropología y etnografía, pero el 5 de diciembre de 1878 se decidió fusionarlos en un solo museo a cargo de Leopold Schrenk, nombrado el 10 de noviembre de 1879. Recién en 1887 el museo fue finalmente dispuesto con sus premisas de exposición propias, anexo a la Kunstkámera en la calle trasera de Tamózhennyi. El 23 de septiembre de 1889 fue abierta la primera exposición del Museo unificado.
Una de las piezas más horribles de la exposición es la cabeza de Willem Mons, hermano de Anna Mons, amante del zar. En 1747 algunos objetos se perdieron en un incendio. El museo alberga 78 acuarelas del artista peruano Pancho Fierro, la colección más grande fuera del Perú. Fueron adquiridas por Schrenk durante su visita al país andino en 1854.

## Lista de directores
- Leopold Schrenk (1879–1894)
- Vasili Rádlov (1894–1918)
- Vasili Bartold (1918–1921)
- Yefim Karskiy (1921–1930)
- Nikolái Matorin (1930–1933)
- Iván Meshchanínov (1934–1937)
- Nikolái Kislyakov (1945–1948)
- Nikolái Girenko (1991–1992)
- Aleksandr Mýlnikov (1992–1997)
- Chuner Taksami (1997–2001)
- Yuri Chistov (2001 -)[4]